# کیو چین
کیو چین (زاده ۳ سپتامبر ۱۹۳۷ در هانوی) بازیگر، تهیه‌کننده، بشردوست و استاد دانشگاه ویتنامی-آمریکایی است.
او در فیلم مکعب درخشان بازی کرده است.

## زندگی‌نامه
کیو چین (به چینی: 嬌貞) ۱۲ شهریور ۱۳۱۶ در شهر هانوی پایتخت کشور ویتنام زاده شد.